# Ekajuk
Ekajuk, auch bekannt als Akajo und Akajuk, ist eine ekoide Sprache der Niger-Kongo-Sprachfamilie, welche von mehreren Tausend Einwohnern – insgesamt 30.000 nach den Schätzungen von 1986 – im nigerianischen Bundesstaat Cross River und den umliegenden Gebieten gesprochen wird.
Die bantoide Sprache verwendet als Schrift traditionell die Nsibidi-Ideogramme. Diese werden allerdings zunehmend durch die lateinische Schrift abgelöst.